# 天主教圣马特乌斯教区
天主教聖馬特烏斯教區（拉丁語：Dioecesis Sancti Matthaei）是巴西一個羅馬天主教教區，屬維多利亞總教區。
教區成立於1958年2月16日，位於圣埃斯皮里图州北部，2010年有教友328,000人（佔轄區總人口75.1%）、二十個堂區、卅九名司鐸。現任教區主教為扎諾尼·德梅蒂諾·卡斯特羅。